# هارييت غروت
هارييت غروت (1792-1878) كانت كاتبة سيرة ذاتية إنجليزية الجنسية. كانت غروت متزوجة من جورج غروت، وكانت على معرفة بالعديد من الفلاسفة الراديكاليين الإنجليز في أوائل القرن التاسع عشر، واشتهرت باستضافها لصالونات سياسية قربت وجهات النظر في تلك الحقبة الزمنية. وصفتها إحدى صديقاتها المقربات بأنها «غير تقليدية على الإطلاق».

## خلفية
أمضى والد هارييت غروت، توماس لوين (1753-1837) بضع سنوات بالخدمة المدنية في مدينة مدراس في الهند. رافق غروت لوين كاترين غراند خلال رحلة عودته من إقليم بونديشيري الهندي إلى أوروبا على متن إحدى السفن. بقي لوين معها في باريس لفترة من الزمن خلال ثمانينيات القرن الثامن عشر.
استقر لوين في إنجلترا، وتزوج عام 1784 ماري هيل (المتوفاة في عام 1843). كانت هيل ابنة الجنرال جون هيل وزوجته، ماري شالونر، ابنة وليام شالونر من غيسبورو. كانت السيدة هيل مشهورة بجمالها في المجتمع، وكانت موضوع لوحة «السيدة هيل آز يوفروسيني»، وهي لوحة أسطورية تصور يوفروسيني، إحدى آلهات الحسن الثلاث، التي رسمها جوشوا راينولدس في عام 1764. من ناحية أخرى، كان جول هيل راديكاليًا منخرطًا في جمعية يوركشاير في ثمانينيات القرن الثامن عشر، وهو أمر كانت هارييت تدركه (كما ظهر في رسالة أرسلها زوجها إلى جون واكر أورد).

## زواجها
كانت عائلة ليون تعيش في هوليز بالقرب من منطقة بيكسلي في كنت. عندما كانت هارييت في سن الثانية والعشرين، عرفها جورج واردي نورما إلى جورج غروت. يُزعم أن بيتر إلمسلي الذي يعيش في سانت ماري كراي، ادعى كذبًا، في عام 1815، أنه خطيب هارييت. 
بعد خطوبة استمرت عامين اثنين ومقاومة للزواج من قبل والد جورج، تزوج جورج وهارييت زواجًا سريًا في كنيسة بيكسلي. أُعلن الزواج في شهر مارس 1820. كتبت هارييت أنها كانت نادرًا ما تجتمع مع جورج خلال فترة الخطوبة. في الواقع الأمر كان والدها دائمًا ما يحاول إبعاد جورج عن العائلة. مع كل هذه العقبات، استغلت هارييت فترة الخطوبة بقراءة الكتب التي رشحها لها جورج حول مواضيع الاقتصاد السياسي والنفعية والإلحاد وآراء جيريمي بنثام وتوماس مالتوس. 
عاشت هارييت معظم فترة خطوبتها مع أقاربها في منزل ميرلي في ويمبورن. 
تمت مراسم زواج هارييت وجورج على يد القس إدوارد بارنارد، القس الأبرشي لبيكسلي، وأُقيمت احتفالية الزواج في بدايات شهر مارس 1820، وفقًا لهارييت.

## الإقامة
عاشت هارييت مع زوجها جورج غروت في بدايات زواجهم في شارع ثريدنيدل في لندن، وبالتحديد في منزل يقع بجوار بنك عائلة غروت، بريسكت أند غروت.
كان جورج غروت الأب، وزوجته سيلينا، يعيشان في بادجمور حيث زارهما جورج الابن وزوجته هارييت بعد زواجهما في خريف عام 1820. لم تُعجب هارييت، التي كانت تتمتع بشخصية قوية، بنظام سيلينا الصارم والقاتم إلى حد ما والمحصور بالتيار الإنجيلي المتشدد، والذي وصفته ذات مرة بأنه «محبط تمامًا» ويضفي على المنزل هالة من «الملل والروتينية». ذكرت سيلينا هارييت وجورج في رسائلها عندما زارا منزل غروت في بيكينهام في عام 1826، وفي نفس العام حضرا حفل زفاف شقيقة جورج، سيلينا، على إدوارد فريدريك. كان جون غروت، شقيق جورج الذي أصبح فيما بعد أكاديميًا مرموقًا في كامبريدج، آنذاك لا يزال طفلًا. تبادل جورج وجون الاهتمامات في مجال الفلسفة. بينما أبدى سيدني غيلبر بعض الشكوك حول مدى تفاهم هارييت وجون، رأى الفيلسوف ألكساندر بين أن الأخوة تجمعهم علاقة طيبة، واعتبر غيبينز أن الأدلة تشير إلى أن الثلاثة كانوا على علاقة جيدة خلال فترة الثلاثينيات. 
في عام 1826، اشترى جورج وزوجته هارييت منزلًا صغيرًا في ستوك نيوينجتون. توفي جورج غروت الأكبر في عام 1830، فاستقل جورج الابن ماديًا، وانتقلت سيلينا إلى كلافام كومون.
عاشت عائلة غروت، بين عامي 1832 و1837 بشكل رئيسي في دالويتش وود. ثم انتقلت لمناطق أقرب من المراكز السياسية في البلاد، وسكنت في المنزل رقم 3 في حي بلغفاريا، بالقرب من ميدان تشيستر. وفقًا لويليام توماس، كانت هارييت تطمح لأن تصبح مضيفة للتجمعات الراديكالية، وأن تجعل من منزلها في شارع إكلستون مقصدًا للراديكاليين، على غرار هولاند هاوس.
في عام 1848، انتقلت العائلة داخل منطقة ويست إند في لندن، إلى البناء رقم 12 في شارع سافيل رو.

## المنزل الريفي في إيست بورنهم والكوخ التاريخي
منذ عام 1838، اشترت عائلة غروت منزلًا ريفيًا بالقرب من منطقة بورنهم بيتشيز في قرية إيست بورنهم في مقاطعة باكينجمهامشير الإنجليزية. أصبحت منطقة بورنهم بيتشيز ذات «المناظر الطبيعية الرائعة والفريدة» في بورنهم منطقة شعبية ومقصدًا للزوار مع إنشاء خط سكة حديد غريت ويسترن، وتشييد محطات قطار على بعد عدة أميال. 
عاشت عائلة غروت في البداية في كوخ إيست بورنهم الذي ارتبط اسمه بريتشارد برينسلي شيريدان وبزوجته المستقبلية إليزابيث آن لينلي وبقصة هروبها من مزعجٍ حاول التقدم لخطبتها. رسم الفنان جوشوا رينولدز لوحة لإليزابيث آن لينلي، وكانت اللوحة معلقة في منزل والدي هارييت. 
استبدل أفراد عائلة غروت كوخ إيست بورنهم بمنزل صغير بنوه في الحي، وعاشوا فيه، وأطلقوا عليه اسم «كوخ التاريخ»، منذ بداية عام 1853، وحتى نهاية عام 1857. في الواقع، كان شراء هذا المنزل بمثابة تنفيذ لخطة هارييت المتعلقة ببناء منزل إليزابيثي صغير في حديقة بوبلز، وبدأت بتنفيذه منذ عام 1852، بعدما بدأت أرباح سلسلة كتب «تاريخ اليونان» متعددة المجلدات بالتراكم. منذ البداية، قدّمت هارييت الدعم لهذا العمل العلمي الهام الذي قام به جورج غروت، إذ اقترحت العنوان وتعاملت مع الناشر. في عيد الميلاد عام 1855، حضّرت هارييت وعاء من مشروب البنش للاحتفال بانتهاء السلسلة المؤلفة من 12 مجلدًا في «كوخ التاريخ».
بعدها، ولأسباب فصّلتها هارييت غروت في كتابها «هيلميت أوف إيست بورنهم»، قررت العائلة مغادرة المنطقة. وفقًا لفرانسيس جورج هيث، الذي كتب عن منطقة بورنهم بيتشيز في عام 1879، «لم يكن العامة في إيست بورنهم يملكون أيًا حق من حقوق الاستفادة من الأخشاب والموارد الغابية، وكان لرب القصر.. وحده حق لمس الأشجار». تناول عمل غروت بشكل جزئي «حقوق وامتيازات العامة، و.. جهودها للحفاظ عليها بالنيابة عن جيرانها الفقراء». في عام 1885، وعندما اشترت بلدية لندن أراضي إيست بورنهم العامة، اعتُبر أن عامة الناس يملكون الحق في الرعي والقطاف، دون امتلاكهم حق الاستفادة من الموارد الغابية. مع ذلك، هناك بعض الأدلة على حدوث عمليات تقليم وتقطيع لفروع الأشجار أثناء الرعي.